# Bålverksgrundet
Bålverksgrundet (fi: Poolee) är en ö i Finland. Den ligger i Bottenhavet och i kommunen Björneborg i den ekonomiska regionen  Björneborgs ekonomiska region i landskapet Satakunta, i den sydvästra delen av landet. Ön ligger nära Björneborg och omkring 230 kilometer nordväst om Helsingfors.
Öns area är 47,6 hektar och dess största längd är 1,6 kilometer i öst-västlig riktning.